# Trelleborg AB

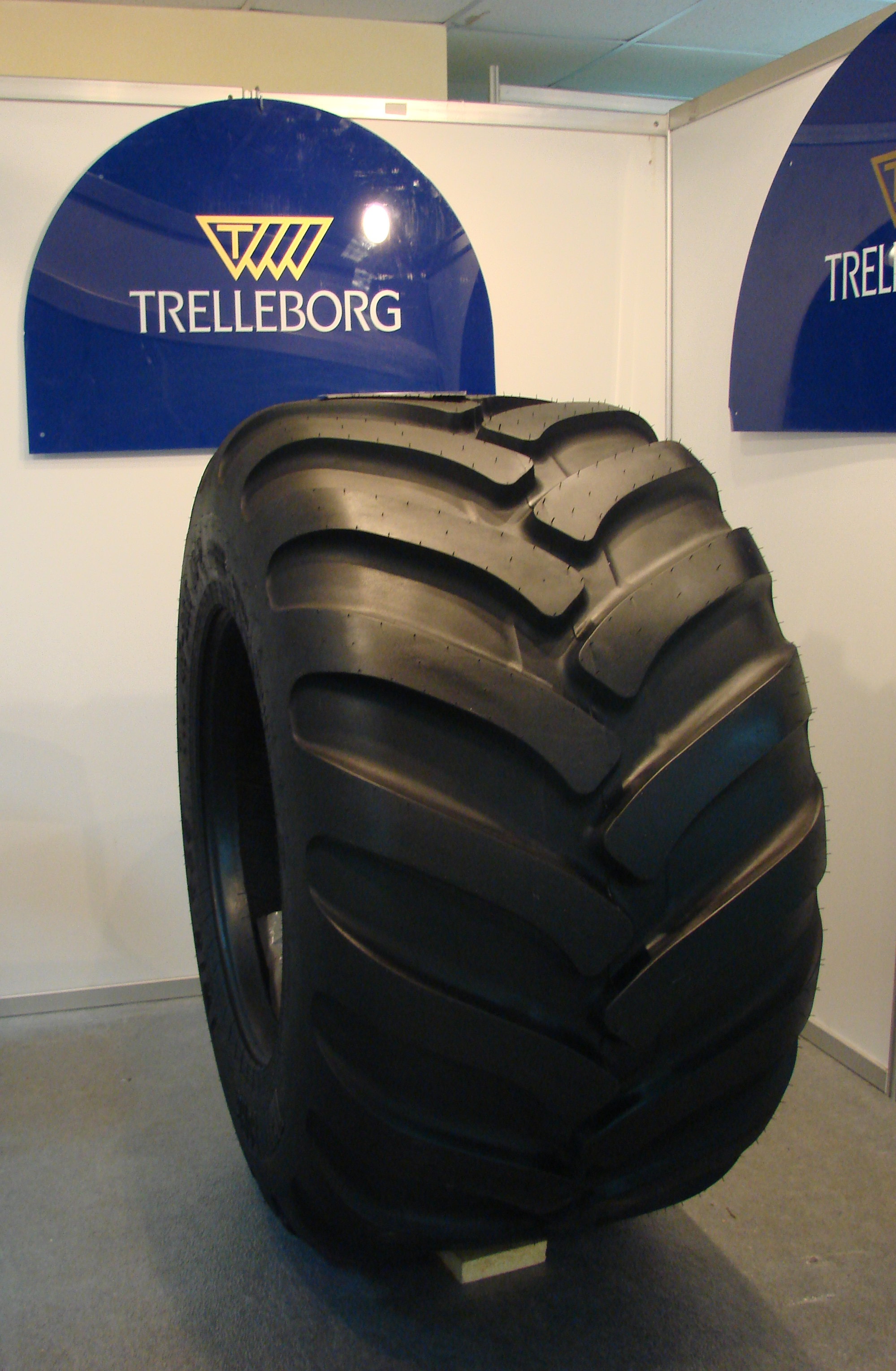
Продукция компании

Trelleborg AB — шведский производитель резинотехнических изделий: виброизолирующих и вибропоглощающих изделий, шлангов и уплотнителей.

## История
Производство в Треллеборге, где до сих пор находится штаб-квартира компании, началось в 1896 году. Компания стала пионером в использовании резины для промышленного применения, став ведущей резиновой компанией в Скандинавии.
Trelleborg AB была основана в 1905 году.
Между 1950 и 1970 годами Trelleborg активно росла и вышла на международный рынок. Доля продаж за пределами Швеции увеличилась с 4 % в 1950 году до почти 40 % к 1970 году. Компания стала публичной в 1964 году.
В период с 1980 по 1995 год компания претерпела эволюцию от производителя резины до быстрорастущего промышленного конгломерата. К 1989 году объём продаж вырос с примерно 240 миллионов евро до примерно 2,2 миллиардов евро.
В 2016 году годовой объём продаж группы «Треллеборг» достигает 3,23 миллиарда евро, число сотрудников составляет около 23.000 человек в 50 странах мира. Главный офис находится в городе Треллеборг, Швеция.
По состоянию на 2011 Trelleborg AB является вторым по величине производителем нешинных резинотехнических изделий.
Группа «Треллеборг» ведёт деятельность в пяти направлениях: Материалы со специальными покрытиями, Промышленные решения, Морская нефтегазодобыча и инфраструктурное строительство, Уплотнительные решения и Шины и диски.